# Grębocin (Gryfice)
Grębocin [ɡrɛmˈbɔt͡ɕin] (deutsch Adolfshof) ist ein Wohnplatz in der Woiwodschaft Westpommern in Polen. Er gehört zum Ortsteil Barkowo in der Gmina Gryfice. 
Der Wohnplatz liegt 8 km südlich von Gryfice und 64 km nordöstlich von Stettin.
Adolfshof war bis 1945 einer von sechs Ortsteilen der Gemeinde Batzwitz.